# Questopogon affinis
Questopogon affinis là một loài ruồi trong họ Asilidae. Questopogon affinis được Daniels miêu tả năm 1976. Loài này phân bố ở miền Australasia.